# Сезар (кінопремія, 1996)
21-ша церемонія вручення нагород премії «Сезар» Академії мистецтв та технологій кінематографа за заслуги у царині французького кінематографу за 1995 рік відбулася 3 лютого 1996 року у Театрі Єлисейських полів (Париж, Франція). 
Церемонія проходила під головуванням Філіппа Нуаре, розпорядником та ведучим виступив французький актор, режисер та сценарист Антуан де Кон. Найкращим фільмом визнано стрічку Ненависть режисера Матьє Кассовітца.
Цього року була введена нова категорія «Найкращому продюсерові», яка проіснувала лише два сезони.

## Статистика
Фільми, що отримали декілька номінацій:
| Фільм                                          | Номінації | Перемоги |
| ---------------------------------------------- | --------- | -------- |
| • Неллі та пан Арно / Nelly et Monsieur Arnaud | 12        | 2        |
| • Ненависть / La Haine                         | 11        | 3        |
| • Гусар на даху / Le Hussard sur le toit       | 11        | 2        |
| • Церемонія злочину / La Cérémonie             | 7         | 1        |
| • Любов в лугах / Le bonheur est dans le pré   | 7         | 1        |
| • Проклятий газон / Gazon maudit               | 6         | 1        |
| • Він син Гасконі / La Cité des enfants perdus | 4         | 1        |
| • Еліза / Élisa                                | 3         | 1        |
| • Приманка / L'Appât                           | 2         | —        |
| • Мадам Баттерфляй / Madame Butterfly          | 2         | 1        |
| • Мати (чи не мати) / En avoir (ou pas)        | 2         | 1        |
| • Учні / Les Apprentis                         | 2         | 1        |

## Список лауреатів та номінантів
★Переможців виділено окремим кольором.

### Основні категорії
| Категорії                                       | Лауреати та номінанти                                                                                             | Лауреати та номінанти                                                                                          |                                          |
| ----------------------------------------------- | --- | --- | ---------------------------------------- |
| Найкращий фільм                                 | ★ Ненависть / La Haine (реж.: Матьє Кассовітц)                                                                    | ★ Ненависть / La Haine (реж.: Матьє Кассовітц)                                                                 |                                          |
| Найкращий фільм                                 | • Проклятий газон / Gazon maudit (реж.: Жозіан Баласко)                                                           | |                                          |
| Найкращий фільм                                 | • Церемонія злочину / La Cérémonie (реж.: Клод Шаброль)                                                           | |                                          |
| Найкращий фільм                                 | • Любов в лугах / Le bonheur est dans le pré (реж.: Етьєн Шатільє)                                                | |                                          |
| Найкращий фільм                                 | • Гусар на даху / Le Hussard sur le toit (реж.: Жан-Поль Раппно)                                                  | |                                          |
| Найкращий фільм                                 | • Неллі та пан Арно / Nelly et Monsieur Arnaud (реж.: Клод Соте)                                                  | |                                          |
| Найкраща режисерська робота                     | | ★ Клод Соте за фільм «Неллі та пан Арно»                                                                       | ★ Клод Соте за фільм «Неллі та пан Арно» |
| Найкраща режисерська робота                     | • Жозіан Баласко — «Проклятий газон»                                                                              | |                                          |
| Найкраща режисерська робота                     | • Клод Шаброль — «Церемонія злочину»                                                                              | |                                          |
| Найкраща режисерська робота                     | • Матьє Кассовітц — «Ненависть»                                                                                   | |                                          |
| Найкраща режисерська робота                     | • Етьєн Шатільє (Étienne Chatiliez) — «Любов в лугах»                                                             | |                                          |
| Найкраща режисерська робота                     | • Жан-Поль Раппно — «Гусар на даху»                                                                               | |                                          |
| Найкращий актор                                 | | ★ Мішель Серро — «Неллі та пан Арно» (за роль П'єра Арно)                                                      |                                          |
| Найкращий актор                                 | • Венсан Кассель — «Ненависть» (за роль Вінса)                                                                    | |                                          |
| Найкращий актор                                 | • Ален Шаба — «Проклятий газон» (за роль Лорана Лафайє)                                                           | |                                          |
| Найкращий актор                                 | • Франсуа Клюзе — «Учні» (Les Apprentis) (за роль Антуана)                                                        | |                                          |
| Найкращий актор                                 | • Жан-Луї Трентіньян — «Фієста» (Fiesta (film)) (за роль полковника Масагуаля)                                    | |                                          |
| Найкраща акторка                                | | ★ Ізабель Юппер — «Церемонія злочину» (за роль Жанни)                                                          |                                          |
| Найкраща акторка                                | • Сабіна Азема — «Любов в лугах» (за роль Ніколь Бержеад)                                                         | |                                          |
| Найкраща акторка                                | • Еммануель Беар — «Неллі та пан Арно» (за роль Неллі)                                                            | |                                          |
| Найкраща акторка                                | • Жульєт Бінош — «Гусар на даху» (за роль маркізи Поліни де Теюс)                                                 | |                                          |
| Найкраща акторка                                | • Сандрін Боннер — «Церемонія злочину» (за роль Софі)                                                             | |                                          |
| Найкращий актор другого плану                   | | ★ Едді Мітчелл — «Любов в лугах» (за роль Жерара Тільє)                                                        |                                          |
| Найкращий актор другого плану                   | • Жан-Юг Англад — «Неллі та пан Арно» (за роль Венсана Гранека)                                                   | |                                          |
| Найкращий актор другого плану                   | • Жан-П'єр Кассель — «Церемонія злочину» (за роль Жоржа Лельєвра)                                                 | |                                          |
| Найкращий актор другого плану                   | • Тіккі Ольгадо (Ticky Holgado) — «Проклятий газон» (за роль Антуана)                                             | |                                          |
| Найкращий актор другого плану                   | • Майкл Лонсдейл — «Неллі та пан Арно» (за роль Долабелли)                                                        | |                                          |
| Найкраща акторка другого плану                  | | ★ Анні Жирардо — «Знедолені» (за роль мадам Тенардьє)                                                          |                                          |
| Найкраща акторка другого плану                  | • Жаклін Біссет — «Церемонія злочину» (за роль Катрін Лельєвр)                                                    | |                                          |
| Найкраща акторка другого плану                  | • Клотильда Куро (Clotilde Courau) — «Еліза» (за роль Соланж)                                                     | |                                          |
| Найкраща акторка другого плану                  | • Кармен Маура — «Любов в лугах» (за роль Долорес Тівар)                                                          | |                                          |
| Найкраща акторка другого плану                  | • Клер Надо (Claire Nadeau) — «Неллі та пан Арно» (за роль Жаклін)                                                | |                                          |
| Найперспективніший актор                        | | ★ Гійом Депардьє — «Учні»                                                                                      |                                          |
| Найперспективніший актор                        | • Венсан Кассель — «Ненависть» (за роль Вінса)                                                                    | |                                          |
| Найперспективніший актор                        | • Юбер Кунде (Hubert Koundé) — «Ненависть» (за роль Юбера)                                                        | |                                          |
| Найперспективніший актор                        | • Олів'є Сітрюк (Olivier Sitruk) — «Приманка» (L'Appât (film, 1995))                                              | |                                          |
| Найперспективніший актор                        | • Саід Тагмауї — «Ненависть» (за роль Саїда)                                                                      | |                                          |
| Найперспективніша акторка                       | | ★ Сандрін Кіберлен — «Мати (чи не мати)» (En avoir (ou pas))                                                   |                                          |
| Найперспективніша акторка                       | • Ізабель Карре — «Гусар на даху»                                                                                 | |                                          |
| Найперспективніша акторка                       | • Клотильда Куро — «Еліза»                                                                                        | |                                          |
| Найперспективніша акторка                       | • Марі Жиллен — «Приманка»                                                                                        | |                                          |
| Найперспективніша акторка                       | • Вірджинія Ледоєн — «Самотня дівчина» (La Fille seule)                                                           | |                                          |
| Найкращий оригінальний або адаптований сценарій | | ★ Жозіан Баласко та Телше Бурмен (Telsche Boorman) — «Проклятий газон»                                         |                                          |
| Найкращий оригінальний або адаптований сценарій | • Клод Шаброль та Каролін Ельяшефф (Caroline Eliacheff) — «Церемонія злочину»                                     | |                                          |
| Найкращий оригінальний або адаптований сценарій | • Матьє Кассовітц — «Ненависть»                                                                                   | |                                          |
| Найкращий оригінальний або адаптований сценарій | • Флоранс Кентен (Florence Quentin) — «Любов в лугах»                                                             | |                                          |
| Найкращий оригінальний або адаптований сценарій | • Жак Ф'єскі (Jacques Fieschi) та Клод Соте — «Неллі та пан Арно»                                                 | |                                          |
| Найкраща музика до фільму                       | | ★ Мішель Коломбьє (Michel Colombier), Серж Генсбур (посмертно) та Збігнев Прайснер за музику до фільму «Еліза» |                                          |
| Найкраща музика до фільму                       | • Анджело Бадаламенті — «Він син Гасконі»                                                                         | |                                          |
| Найкраща музика до фільму                       | • Жан-Клод Петі (Jean-Claude Petit (compositeur)) — «Гусар на даху»                                               | |                                          |
| Найкраща музика до фільму                       | • Філіпп Сард — «Неллі та пан Арно»                                                                               | |                                          |
| Найкращий монтаж                                | | ★ Матьє Кассовітц та Скотт Стівенсон — «Ненависть»                                                             |                                          |
| Найкращий монтаж                                | • Ноель Буассон (Noëlle Boisson) — «Гусар на даху»                                                                | |                                          |
| Найкращий монтаж                                | • Жаклін Тьєдо (Jacqueline Thiédot) — «Неллі та пан Арно»                                                         | |                                          |
| Найкраща операторська робота                    | ★ Тьєррі Арбоґаст — «Гусар на даху»                                                                               | ★ Тьєррі Арбоґаст — «Гусар на даху»                                                                            |                                          |
| Найкраща операторська робота                    | • Даріус Хонджі — «Він син Гасконі»                                                                               | |                                          |
| Найкраща операторська робота                    | • П'єр Айм (Pierre Aïm) — «Ненависть»                                                                             | |                                          |
| Найкращі декорації                              | ★ Жан Рабасс (Jean Rabasse) — «Він син Гасконі»                                                                   | ★ Жан Рабасс (Jean Rabasse) — «Він син Гасконі»                                                                |                                          |
| Найкращі декорації                              | • Еціо Фріджеріо, Крістіан Марті (Christian Marti (décorateur)) та Жак Руксель (Jacques Rouxel) — «Гусар на даху» | |                                          |
| Найкращі декорації                              | • Мішель Аббе-Ваньє — «Мадам Баттерфляй» (Madame Butterfly (film, 1995))                                          | |                                          |
| Найкращі костюми                                | | ★ Крістіан Гаск — «Мадам Баттерфляй»                                                                           |                                          |
| Найкращі костюми                                | • Жан-Поль Готьє — «Він син Гасконі»                                                                              | |                                          |
| Найкращі костюми                                | • Франка Скуарчапіно — «Гусар на даху»                                                                            | |                                          |
| Найкращий звук                                  | ★ П'єр Ґаме (Pierre Gamet), Жан Гудьє та Домінік Еннекен (Dominique Hennequin) — «Гусар на даху»                  | ★ П'єр Ґаме (Pierre Gamet), Жан Гудьє та Домінік Еннекен (Dominique Hennequin) — «Гусар на даху»               |                                          |
| Найкращий звук                                  | • Домінік Далмассо та Венсан Туллі — «Ненависть»                                                                  | |                                          |
| Найкращий звук                                  | • П'єр Ленуар та Жан-Поль Лобліє — «Неллі та пан Арно»                                                            | |                                          |
| Найкращий дебютний фільм                        | ★ «Три брати» (Les Trois Frères) — реж.: Дідьє Бурдон (Didier Bourdon) та Бернар Кампан                           | ★ «Три брати» (Les Trois Frères) — реж.: Дідьє Бурдон (Didier Bourdon) та Бернар Кампан                        |                                          |
| Найкращий дебютний фільм                        | • «Мати (чи не мати)» — реж.: Летиція Массон (Laetitia Masson)                                                    | |                                          |
| Найкращий дебютний фільм                        | • «Стан місць» (État des lieux (film)) — реж.: Жан-Франсуа Ріше                                                   | |                                          |
| Найкращий дебютний фільм                        | • «Пігаль» (фр.) — реж.: Карім Дріді (Karim Dridi)                                                                | |                                          |
| Найкращий дебютний фільм                        | • «Розін» (фр.) — реж.: Крістін Карр'єр (Christine Carrière)                                                      | |                                          |
| Найкращий короткометражний фільм                | ★ Чернець і риба / Le moine et le poisson (реж.: Міхаель Дадок де Віт)                                            | ★ Чернець і риба / Le moine et le poisson (реж.: Міхаель Дадок де Віт)                                         |                                          |
| Найкращий короткометражний фільм                | • «Гарячі органи» / Corps inflammables (реж.: Жак Майллот)                                                        | |                                          |
| Найкращий короткометражний фільм                | • «Автобус» / Le Bus (реж.: Жан-Люк Ґаже)                                                                         | |                                          |
| Найкращий короткометражний фільм                | • «Роланд» / Roland (реж.: Люсьєн Діра)                                                                           | |                                          |
| Найкращий продюсер                              | | ★ Крістоф Россіньйон (Christophe Rossignon) — «Ненависть»                                                      |                                          |
| Найкращий продюсер                              | • Клод Беррі — «Проклятий газон»                                                                                  | |                                          |
| Найкращий продюсер                              | • Рене Клейтман (René Cleitman) — «Гусар на даху»                                                                 | |                                          |
| Найкращий продюсер                              | • Шарль Гассо (Charles Gassot) — «Любов в лугах»                                                                  | |                                          |
| Найкращий продюсер                              | • Ален Терзян — «Між ангелом і бісом»                                                                             | |                                          |
| Найкращий фільм іноземною мовою                 | Велика Британія ★ Земля і свобода / Land and Freedom (Велика Британія, реж. Кен Лоуч)                             | Велика Британія ★ Земля і свобода / Land and Freedom (Велика Британія, реж. Кен Лоуч)                          |                                          |
| Найкращий фільм іноземною мовою                 | США • Дим / Smoke (США, реж. Вейн Ван та Пол Остер)                                                               | |                                          |
| Найкращий фільм іноземною мовою                 | США • Мости округу Медісон / The Bridges of Madison County (США, реж. Клінт Іствуд)                               | |                                          |
| Найкращий фільм іноземною мовою                 | Югославія • Андерграунд / Underground (Югославія, реж. Емір Кустуриця)                                            | |                                          |
| Найкращий фільм іноземною мовою                 | США • Підозрілі особи / The Usual Suspects (США, реж. Браян Сінгер)                                               | |                                          |

### Спеціальні нагороди
| Нагорода         | Лауреати       | Лауреати       |
| ---------------- | -------------- | -------------- |
| Почесний «Сезар» | ★ Лорен Беколл | ★ Лорен Беколл |
| Почесний «Сезар» | ★ Анрі Верней  |                |